# A Midsummer Night's Dream (Britten)
|  | Aquest article tracta sobre l'òpera de Britten. Vegeu-ne altres significats a «El somni d'una nit d'estiu (desambiguació)». |

A Midsummer Night's Dream, op. 64 (en anglès, El somni d'una nit d'estiu), és una òpera en tres actes amb música de Benjamin Britten, basada en la peça teatral homònima de Shakespeare. El llibret en anglès va ser obra del mateix compositor i de Peter Pears, i va preservar quasi totes les característiques de l'original, encara que el van condensar per a satisfer les exigències de durada d'una òpera. Va ser estrenada l'11 de juny de 1960 al Jubilee Hall durant el Festival d'Aldeburgh, amb direcció del mateix compositor.

## Origen i context
Benjamin Britten, destacat operista del segle xx, sovint considerat poc avantguardista, és avui reconegut com una figura clau de la música escènica. Va combinar diverses influències amb un gran talent teatral, un estil orquestral eclèctic i un tractament vocal singular. Britten va destacar per la seva acurada selecció de textos literaris que van servir de base per a les seves òperes: Peter Grimes (George Crabbe), Billy Budd (Herman Melville), The Turn of the Screw (Henry James), Death in Venice (Thomas Mann), etc. En aquest cas, Britten es va inspirar en una obra de Shakespeare, una comèdia escrita pel dramaturg anglès entre els anys 1592 i 1596, possiblement amb motiu d'un casament, en els seus anys de joventut.
El mateix compositor i el tenor Peter Pears, el seu amic i parella, van escriure el llibret basant-se en l'obra de Shakespeare. Van respectar fidelment el text original, encara que amb algunes reduccions necessàries, com és habitual quan es transforma una obra teatral en una òpera. Tot i ser una tasca complexa adaptar una obra de Shakespeare sense perdre els elements essencials de la trama. Van reduir el text original de cinc actes a tres després d’un minuciós i pacient procés de retallada tot i que es va conservar quasi íntegra la distribució original. Britten va dir que «no tenia temps per a fer-ne un de nou».
Només es van eliminar els personatges Egeu, pare d'Hermia, i Philostrate, l'assistent de Teseu en les celebracions. A més, es van introduir algunes variacions, com la supressió de tot el primer acte, que va ser compensat per una línia afegida a l'òpera: Compelling thee to marry with Demetrius (Obligant-te a casar-te amb Demetri). Aquesta modificació permet centrar més l'atenció en el bosc i les fades, donant-los més protagonisme en la trama. Les dimensions reduïdes del Jubilee Hall i el nombre limitat de músics i cantants de l'English Opera Group van influir en el caràcter cambrístic de l'òpera de Britten, que va comptar amb només 24 músics. L'obra busca crear tres capes d'irrealitat: el món dels mites antics, amb la cort atenesa de Teseu; el món màgic de les fades i les figures de Oberon, Titania i Puck; i la trivialitat dels menestrals rústics. L'acció se situa principalment al bosc d'Atenes, amb la cort ducal que no apareix fins a l'últim moment de l'òpera.

## Representacions
Es va estrenar l'11 de juny de 1960 al Jubilee Hall durant el Festival d'Aldeburgh, amb direcció del mateix compositor. El dia de l'estrena va significar la reobertura de la Jubilee Hall que s'havia restaurat amb un gran pressupost.
A Catalunya, es va estrenar el 18 d'abril de 2005 al Gran Teatre del Liceu.

## Argument
Lloc: Atenes
Temps: mitològic.

### Acte I
Al bosc d'Atenes, sota la foscor de la nit, Oberon, rei dels elfs, i Titània, reina de les fades, es barallen pel control d’un jove que ella vol conservar. Oberon, decidit a venjar-se, ordena al follet Puck aconseguir una flor màgica capaç de fer que qualsevol s'enamori de la primera criatura que vegi. El seu pla és utilitzar aquest poder sobre Titània mentre dorm.
Paral·lelament, dues parelles d’amants amb conflictes entren al bosc: Lisandre i Hèrmia, que fugen del rebuig del pare d’ella, i Demetri, obsessionat amb Hèrmia, que els persegueix, seguit per Helena, enamorada de Demetri. Oberon demana a Puck que resolgui el caos amorós amb el suc de la flor, però aquest s'equivoca i llança el filtre sobre Lisandre en lloc de Demetri. Com a resultat, Lisandre s'enamora d’Helena, provocant més confusió.
Titània, per la seva banda, cau en el parany d’Oberon quan aquest li aplica personalment el filtre màgic, preparant el terreny per al següent desenvolupament.

### Acte II
En una escena breu, se'ns introdueix un grup d’artesans poc sofisticats que han decidit preparar una obra teatral per celebrar el casament de Teseu, duc d’Atenes, amb Hipòlita. Per preparar la representació, decideixen assajar al bosc, sense sospitar els embolics que els esperen.
Puck, fidel al seu caràcter juganer, intervé transformant el cap de Bottom, el més presumit del grup, en el d’un ase. Això provoca que Titània, sota l’efecte del filtre màgic, es desperti i s'enamori perdudament de l’artesà amb cap d’ase. Amb les fades cantant al seu voltant, Titània i Bottom acaben adormint-se.
Mentrestant, Oberon descobreix l’error de Puck i intenta corregir-lo vessant el filtre amorós sobre els ulls de Demetri. Però la situació empitjora: Demetri també cau enamorat d’Helena, incrementant la confusió i el desànim d’aquesta, que es convenç que tots es burlen d’ella. La tensió entre els quatre joves atenencs arriba al seu punt màxim.
Indignat per la incompetència de Puck, Oberon li ordena que adormi tots els personatges al bosc i que utilitzi un antídot per desfer l'encanteri que afecta Lisandre, retornant així l’harmonia al grup.

### Acte III
Oberon, commogut, desfà l’encanteri que afectava Titània, tornant-li el seu seny. La reina es desperta, reconciliada amb Oberon, amb qui comparteix un moment d’afecte. Recorda el que ha viscut com si fos un somni curiós. Paral·lelament, els joves atenencs també recuperen la consciència, reconciliant-se entre ells i establint nous equilibris emocionals. Els artesans, després de cercar Bottom sense descans, el troben finalment i li comuniquen que la seva obra ha estat triada per ser representada davant la cort.
A la cort d’Atenes, les noces de Teseu i Hipòlita, juntament amb les dels quatre joves, se celebren amb magnificència. Els assistents gaudeixen de l’actuació dels artesans, que interpreten una versió còmica i entranyable de la tragèdia de Píram i Tisbe. Quan arriba la mitjanit, la festa conclou: els mortals es retiren per descansar, mentre que Titània i Oberon celebren la seva reconciliació amb un cant de fades que simbolitza l’amor restaurat i l’harmonia entre el món humà i el natural.

## Anàlisi musical

### Caracterització dels personatges
Britten va compondre la música de cada personatge fixant-se en les seves característiques: si eren reals o fantàstics, rústics o nobles, enamorats o gelosos. Als personatges rústics els va proporcionar una música senzilla d'estil folklòric. Els amants tenen un món sonor més romàntic i les fades estan representades de manera etèria.
Una de les novetats de l'òpera és que, per primera vegada en la història del gènere, es va compondre el personatge principal per a veu de contratenor. De fet, Britten va escriure el paper pensant específicament en les característiques vocals d'Alfred Deller: una veu intensament lírica, però feble en les notes agudes. Per tant, mai no cal que les notes altes es cantin amb intensitat forte. Per a l'altre personatge principal de l'obra, Titània, va optar per una veu de soprano de coloratura, amb arriscades intervencions vocals. El follet Puck és un personatge parlat, que apareix acompanyat per una combinació de trompeta i caixa rítmica. A diferència de la resta de les seves obres per a escena, a banda de la primerenca opereta Paul Bunyan, no inclou un paper destacat per al seu company Pears, el qual en canvi assumeix el paper còmic de Flute/Tisbe. El tercer acte conté una paròdia de l'òpera italiana del segle xix: la representació de Píram i Tisbe per part dels artesans. Hi ha a l'obra altres paròdies –menys òbvies– de les convencions operístiques. Com a moltes altres òperes, A Midsummer Night's Dream s'obre amb un cor, però aquesta vegada és un cor de veus blanques infantils, cantant a l'uníson. Després hi ha l'entrada de la prima donna i el principal personatge masculí, molt allunyat dels heldentenors wagnerians, i més pròxim als castrati de les òperes de Händel. El tractament que Britten va donar a Puck també suggereix paròdia: normalment, l'ajudant de l'heroi és un baríton; aquí és un jove adolescent que ni tan sols canta.

### Valoració
L'òpera va rebre, des del principi, crítiques contraposades. W. H. Auden, que havia estat col·laborador de Britten i posteriorment es va allunyar d'ell, la va desdenyar considerant-la «terrible – Pur Kensington», mentre molts altres la van lloar. Ara és àmpliament acceptada com una de les obres mestres de Britten. Tot i que la crítica a vegades considera que l'escena de Píram i Tisbe és massa llarga, l'excel·lent qualitat de la música de fades normalment convenç fins i tot els més durs crítics. Sol representar-se amb bastant regularitat.
És una obra típica de l'estil de Britten, amb un món sonor molt especial, no marcadament dissonant, però farcit de subtils harmonies atmosfèriques i pintura tonal.
Segons Roger Alier, Britten «va arribar a captar el sentit màgic de l'obra de Shakespeare creant un clima musical que, malgrat les diferències, manté un cert contacte amb el món teatral-musical de Purcell».

## Enregistraments
| Any  | Director         | Elenc (Oberon, Tytania, Puck, Thesius, Hippolyta, Lysander)                                         | Orquestra                    | Segell              |
| ---- | ---------------- | --------------------------------------------------------------------------------------------------- | ---------------------------- | ------------------- |
| 1966 | Bryan Balkwill   | Josephine Veasey, Elizabeth Vaughan, Kaplan Kaye, Victor Godfrey, Maureen Guy, Alexander Young      | Covent Garden                | Oriel Music Society |
| 1966 | Benjamin Britten | Alfred Deller, Elizabeth Harwood, Stephen Terry, John Shirley-Quirk, Helen Watts, Peter Pears       | London Symphony Orchestra    | Decca               |
| 1976 | Meredith Davies  | James Bowman, Jill Gomez, Julian Littman, Robert Lloyd, Gillian Knight, Ryland Davies               | Covent Garden                | Open Reel Tape      |
| 1978 | Anthony Hose     | James Bowman, Rita Cullis, Sylveste McCoy, Roderick Kennedy, Patricia Price, Arthur Davies          | Welsh Philharmonia Orchestra | Open Reel Tape      |
| 1981 | Bernard Haitink  | James Bowman, Ileana Cotrubas, Damien Nash, Lieuwe Visser, Claire Powell, Ryland Davies             | London Symphony Orchestra    | Pioneer             |
| 1990 | Richard Hickox   | James Bowman, Lilian Watson, Dexter Fletcher, Norman Bailey, Penelope Walker, John Graham-Hall      | City of London Sinfonia      | Virgin Classics     |
| 1995 | Colin Davis      | Brian Asawa, Sylvia McNair, Carl Ferguson, Brian Bannatyne-Scott, Hilary Summers, John Mark Ainsley | London Symphony Orchestra    | Philips             |
| 1996 | David Atherton   | Jochen Kowalski, Sylvia McNair, Nick Stahl, Jeffrey Wells, Victoria Livengood, Kurt Streit          | Metropolitan Opera           | House of Opera      |
| 2004 | Paul Daniel      | Robin Blaze, Sarah Tynan, Emil Wolk, Iain Paterson, Leah-Marian Jones, Alfred Boe                   | English National Opera       | Premiere Opera      |
| 2005 | Harry Bicket     | David Daniels, Ofelia Sala, Emil Wolk, Ned Barth, Jean Rigby, Gordon Gietz                          | Gran Teatre del Liceu        | EMI                 |